# Eulithis tatrica
Eulithis tatrica là một loài bướm đêm trong họ Geometridae.